# Thủy Phong Tỉnh
Quẻ Thủy Phong Tỉnh, đồ hình:||:|: còn gọi là quẻ Tỉnh (井 jing3), là quẻ thứ 48 trong Kinh Dịch.
- Nội quái là ☴ (:|| 巽 xun4) Tốn hay Gió (風).
- Ngoại quái là ☵ (:|: 坎 kan3) Khảm hay Nước (水).

Giải nghĩa: Tịnh dã. Trầm lặng. Ở chỗ nào cứ ở yên chỗ đó, xuống sâu, vực thẳm có nước, dưới sâu, cái giếng. Càn Khôn sát phối chi tượng: Trời Đất phối hợp lại.